# Смаленка (Ошмянский район)
Смаленка (бел. Сма́ленка) — деревня в Ошмянском районе Гродненской области Белоруссии. Входит в состав Борунского сельсовета.

## География
Пролегает дорога Н-20490.
Ближайшие населённые пункты Зубовщина, Трасеченяты и др.

### Гидрография
Рядом река Слободка.

## История
В 1905 году в Ошмянском уезде Куцевичской волости Виленской губернии.

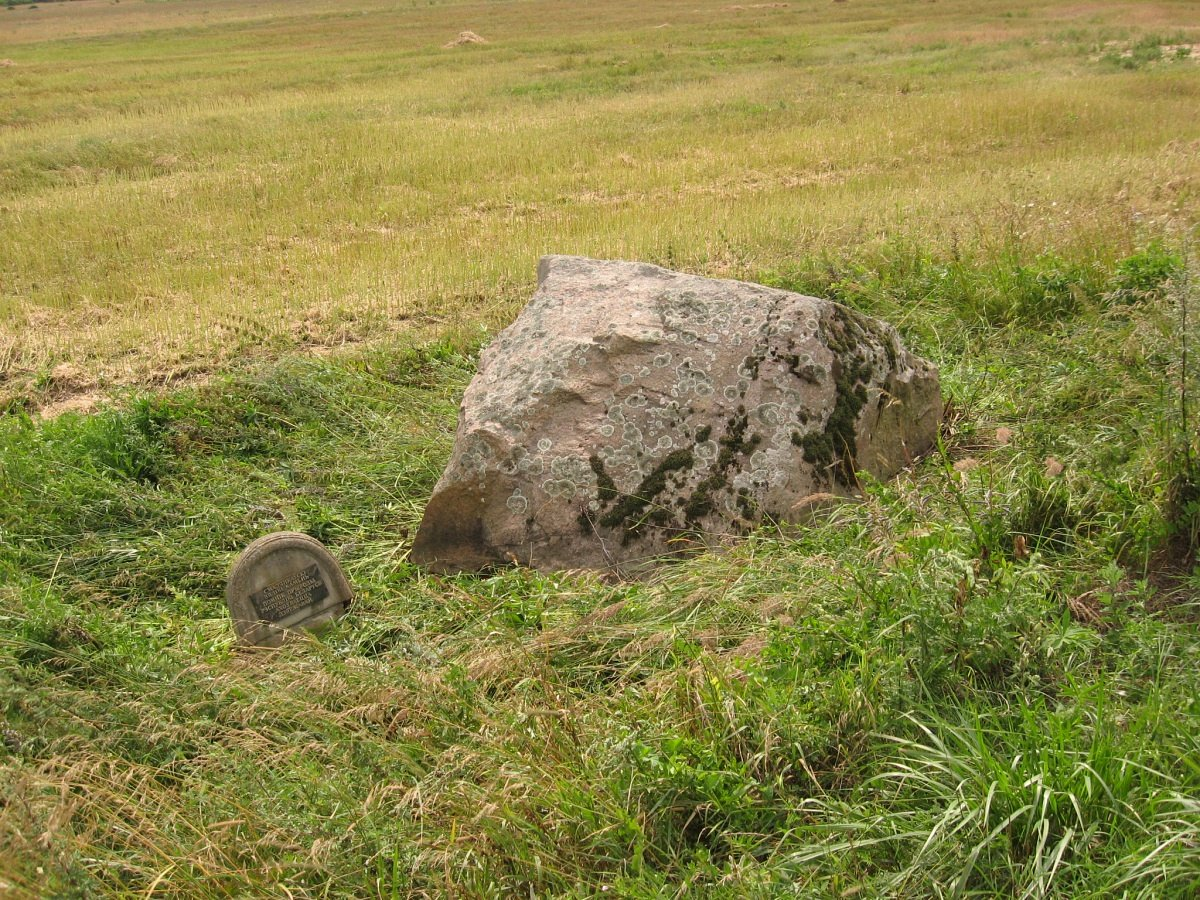
Смоленковский великий камень

До 17 января 1969 года деревня входила в состав Куцевичского сельсовета.

## Население

### Численность
- 2009 год — 5 человек

### Динамика
- 2009 год — 5 человек (перепись населения)[2]

## Достопримечательность
- Смоленковский великий камень[4] — геологический памятник природы республиканского значения (с 1996 года).

Расположен в 500 м от деревни. Тёмно-серый разгнейсованный гранит с розовыми жилками и кристаллами полевого шпата. Длина 5,4 м, ширина 1,9 м, высота 1,3 м, в обводе 12 метров, объём 14 м³, масса около 36 тонн. Принесен ледником около 150 тысяч лет назад из Фенаскандии.